# Branko Grünbaum

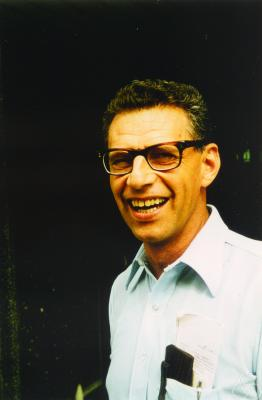
Branko Grünbaum en 1975.

Branko Grünbaum (1929, Croacia) es matemático y profesor emérito de la Universidad de Washington en Seattle. Se doctoró en 1957 en la Universidad Hebrea de Jerusalén en Israel. Ha sido autor de más de 200 artículos, sobre todo en geometría discreta, un área en la cual es bien conocido por varios meticulosos teoremas de clasificación. Ha sido un pionero clave en la teoría de poliedros abstractos.
Su escrito sobre arreglos de líneas parece haber sido la inspiración para un artículo de N.G. de Bruijn que suele considerarse el inicio del tema de las teselaciones cuasiperiódicas (cuyo ejemplo más famoso es la teselación de Penrose del plano). Los autores de una monografía sobre arreglos del hiperplano también citan este artículo como su fuente de inspiración [cita requerida].
Grünbaum también ha ideado una generalización multiconjunto de los diagramas de Venn. Es un redactor y contribuyente asiduo de Geombinatorics.
La monografía de Grünbaum sobre los politopos convexos, aparecida en 1967, se ha convertido en el libro de texto principal en el tema. Sus monografía Teselaciones y patrones, con G.C. Shephard como coautor, ayudó a reavivar el interés en este campo clásico, y se ha hecho popular tanto entre los matemáticos como entre los no matemáticos.
En 2004, Gil Kalai y Victor Klee editaron un número especial de Discrete and Computational Geometry en su honor, el "compendio de artículos de Grünbaum". En 2005, Grünbaum fue premiado con el Premio Leroy P. Steele a la exposición matemática por la Sociedad Matemática Americana.
Grünbaum ha supervisado 18 tesis y tiene actualmente por lo menos 98 "descendientes matemáticos".

## Publicaciones selectas
- Grünbaum, Branko (2003),  Kaibel, Volker; Klee, Victor; Ziegler, Günter M., eds., Convex Polytopes, Graduate Texts in Mathematics 221 (2nd edición), Springer-Verlag, ISBN 0-387-00424-6..
- Grünbaum, Branko; Shephard, G. C. (1987), Tilings and Patterns, New York: W. H. Freeman, ISBN 0-716-71193-1..
- Branko Grünbaum (2009). Configurations of Points and Lines. Graduate Studies in Mathematics (en inglés) 103. AMS. ISBN 978-0-8218-4308-6.